# Cattedrale nuova di Braganza
La cattedrale di Nostra Signora Regina (in portoghese: Nueva Catedral de Nossa Senhora Rainha o Sé Catedral de Braganza) è la cattedrale cattolica di Braganza, in Portogallo, e sede della diocesi di Braganza-Miranda, avendo sostituito nel 2001 la cattedrale vecchia di Braganza, dedicata al Santo Nome di Gesù.
La nuova cattedrale è stata inaugurata il 7 ottobre 2001. L'edificio ha pianta poligonale ed è composto da più corpi articolati. Le facciate sono sfalsate, coperte di pietra di granito. Interno si presenta con pareti sfaccettate, segnate dai pilastri della struttura. Il coro è posto su un lato ed è realizzato attraverso una piattaforma rialzata coperta con un lucernario e con una fascia sollevata di muro rivestito da un pannello in ceramica.